# Макарушка Євгенія
Євге́нія Мулик (4 серпня 1880 — 6 липня 1977), у шлюбі Макарушка — українська феміністка та політикиня. Голова Союзу українок в 1917—1922 роках, активістка жіночого руху в США.

## Життєпис
Походить зі священичої родини Муликів. Початкову та середню освіту здобула у Львові в польських школах — за відсутності того часу українського шкільництва.

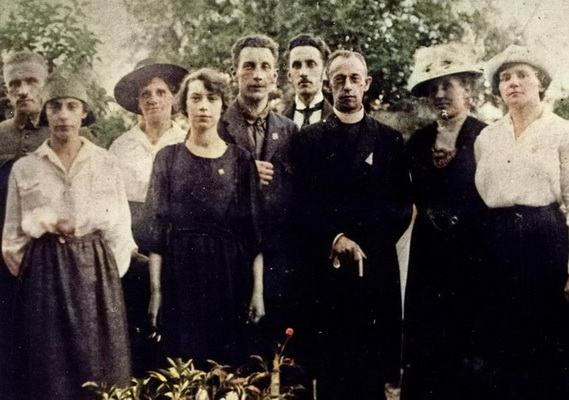
Крайова пластова рада 1919 рік. Євгенія Макарушка друга праворуч

1898 року одружилася з Остапом Макарушкою, шкільним вчителем, два роки проживали в Коломиї, згодом він навчав у Академічній гімназії Львова.
Брала участь в роботі гуртка ім. Ганни Барвінок, опікувалася кооперативом «Труд» — фахова робота для дівчат та кравецькі роботи.
1917 року українки Львова відновлюють зруйновану Першою світовою війною організацію, Євгенію обирають Головою Союзу українок. З 1922 року займала пости в Головній управі Союзу.
1928 року на виборах до польського сейму кандидувала у Львові від УНДО.
1931 року помирає чоловік, на її руках п'ятеро дітей, не входить за родинних обставин до Управи Союзу.
В травні 1933 року допомагає провести З'їзд Головної Управи.
Груднем того ж року очолює Діловий комітет для проведення Світового жіночого конгресу. 16 травня 1934 року відкриває засідання З'їзду у Станіславові, приймала дівочий похід разом з Міленою Рудницькою та закордонною гостею міс Мері Шіпшенкс.
Очолювала комітет з заснування Дівочої Ремісничої Бурси — відкрилася 1935 року.
Останні роки життя проживала в США в колі дітей та онуків.